# Liste der Baudenkmäler in Aiterhofen

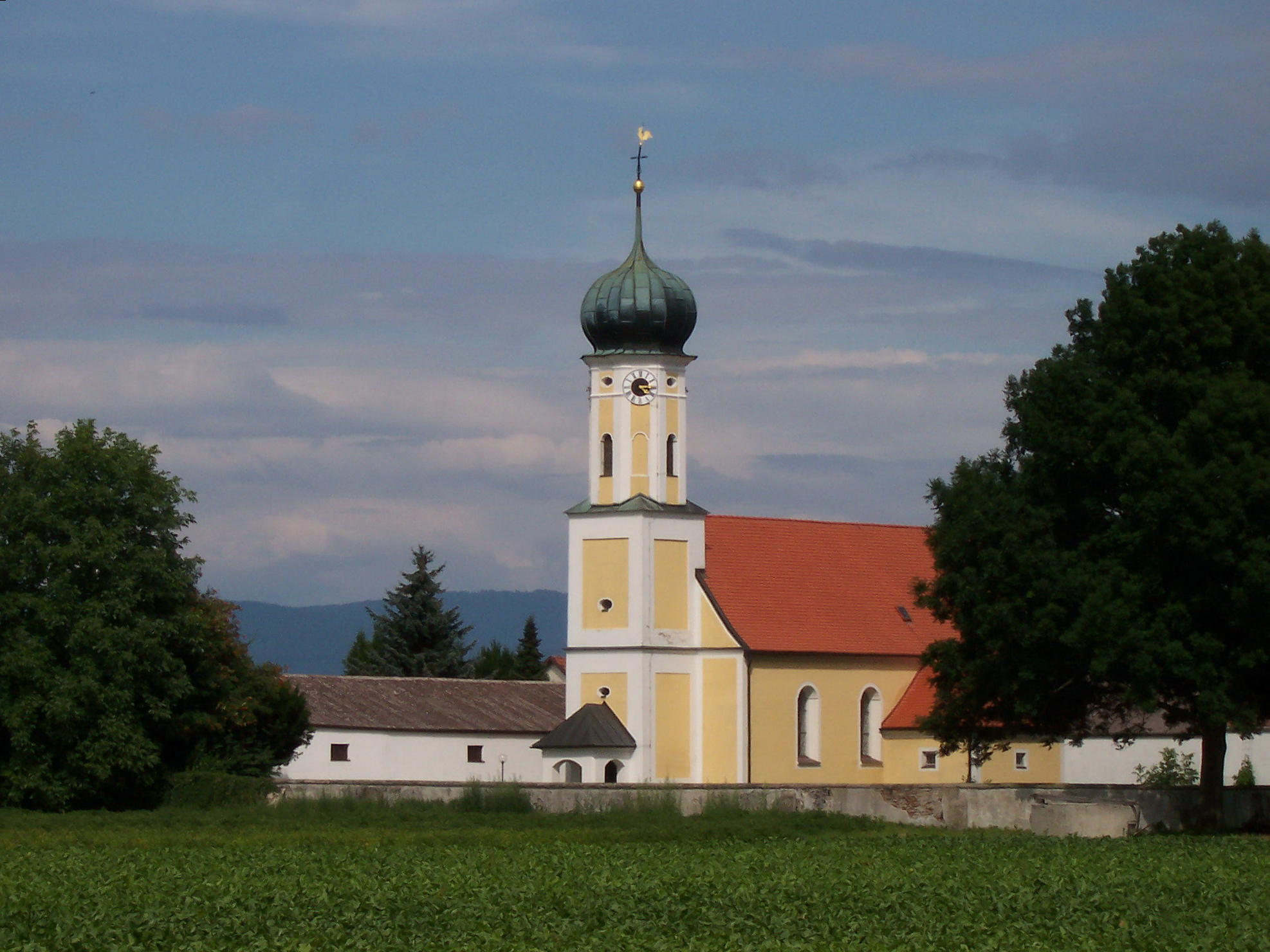
Aiterhofen-Amselfing: Filialkirche Sankt Stephanus

Auf dieser Seite sind die Baudenkmäler in der niederbayerischen Gemeinde Aiterhofen zusammengestellt. Diese Tabelle ist eine Teilliste der Liste der Baudenkmäler in Bayern. Grundlage ist die Bayerische Denkmalliste, die auf Basis des Bayerischen Denkmalschutzgesetzes vom 1. Oktober 1973 erstmals erstellt wurde und seither durch das Bayerische Landesamt für Denkmalpflege geführt wird. Die folgenden Angaben ersetzen nicht die rechtsverbindliche Auskunft der Denkmalschutzbehörde.

## Baudenkmäler nach Ortsteilen

### Aiterhofen
| Lage                            | Objekt                                 | Beschreibung | Akten-Nr.             | Bild                 |
| ------------------------------- | -------------------------------------- | --- | --------------------- | -------------------- |
| Pfarrer-Arnold-Weg 1 (Standort) | Pfarrhaus                              | Zweigeschossiger Massivbau mit steilem Satteldach, Fledermausgauben und einfacher Putzgliederung, 16./17. Jahrhundert | D-2-78-113-1 Wikidata | Pfarrhaus            |
| Schulgasse 4 (Standort)         | Katholische Pfarrkirche St. Margaretha | Kalksteinquaderbau, dreischiffige Basilika mit niedrigerem, quadratischen Chor und eingezogener, halbrunder Apsis mit kegelförmigem Dach, fünfgeschossiger Nordturm mit achtseitigem Spitzhelm, Apsis und Turm mit romanischen Zierformen, 1. Viertel 13. Jahrhundert, 1883 neuromanische Umgestaltung und Sakristei; mit Ausstattung Ehemaliger Karner, rechteckiger, massiver Satteldachbau mit hohem Turm und Spitzhelm, wohl 17. Jahrhundert Mit Lourdes-Grotte, 1906 Kirchhofumfriedung, verputztes Steinmauerwerk mit flachbogigem Eingangsportal im Westen und doppeltem, spitzbogigem Portal im Osten, wohl 16. Jahrhundert | D-2-78-113-2 Wikidata | weitere Bilder       |
| Schulgasse 6 (Standort)         | Ehemaliges Schulhaus                   | Zweigeschossiger, traufseitiger Satteldachbau mit profiliertem Traufgesims und Stichbogenfenstern, Mitte 19. Jahrhundert Westlich daran anschließend Pfarrmesnerhaus, zweigeschossiger, traufseitiger Satteldachbach mit einfacher Putzgliederung, 19. Jahrhundert | D-2-78-113-3 Wikidata | Ehemaliges Schulhaus |

### Ainbrach
| Lage                  | Objekt                                | Beschreibung | Akten-Nr.             | Bild           |
| --------------------- | ------------------------------------- | --- | --------------------- | -------------- |
| Ainbrach 3 (Standort) | Katholische Filialkirche St. Blasius. | Dreiseitig geschlossener Satteldachbau mit dreigeschossigem Turm mit Spitzhelm, Fassadengestaltung mit profiliertem Traufgesims und Rundbogenfenstern, 15. Jahrhundert, im 18. Jahrhundert barockisiert; mit Ausstattung Kirchhofmauer, verputztes Mauerwerk, 17./18. Jahrhundert | D-2-78-113-4 Wikidata | weitere Bilder |

### Amselfing
| Lage                                                                                       | Objekt                                 | Beschreibung | Akten-Nr.              | Bild           |
| ------------------------------------------------------------------------------------------ | -------------------------------------- | --- | ---------------------- | -------------- |
| Amselfing (bei Nr. 7) (Standort)                                                           | Wegkapelle                             | Kleiner Satteldachbau, Anfang 20. Jahrhundert | D-2-78-113-7 Wikidata  | Wegkapelle     |
| Amselfing 2 (Standort)                                                                     | Katholische Filialkirche St. Stephanus | Polygonal geschlossener Satteldachbau mit seitlichem Anbau, einfacher Putzfassade und profiliertem Traufgesims, dreigeschossiger Westturm mit achteckigem Obergeschoss, Kuppelhelm und Lisenengliederung, 1666, Turmobergeschosse 1776; mit Ausstattung | D-2-78-113-6 Wikidata  | weitere Bilder |
| Im Kapellenholz, westlich der Verbindungsstraße zwischen Ainbrach und Schambach (Standort) | Waldkapelle                            | Kleiner Massivbau mit weit vorkragendem Satteldach, 19./20. Jahrhundert; mit Ausstattung | D-2-78-113-17 Wikidata | weitere Bilder |
| Mühlweg; Mühlwegäcker; Von Aiterhofen nach Amselfing ()                                    | Wegkreuz                               | Steinkreuz über neugotischem Sockel, bezeichnet mit "1907" | D-2-78-113-18          |                |

### Geltolfing
| Lage                                                           | Objekt                             | Beschreibung | Akten-Nr.              | Bild              |
| -------------------------------------------------------------- | ---------------------------------- | --- | ---------------------- | ----------------- |
| Kirchweg 5 (Standort)                                          | Schloss                            | Vierflügelige Weiherhaus-Anlage, gegen 1600, barockisiert 1776 und 1780. In der Mitte des Nordwestflügels erhebt sich ein barocker Dachgiebel. In einer Rundbogennische darunter steht eine Steinfigur des Erzengels Michael aus der Zeit des Rokoko                                                                                | D-2-78-113-8 Wikidata  | weitere Bilder    |
| Kirchweg 5, an der Westecke Zufahrt über Halsgraben (Standort) | Schloss, Torbogen                  | Korbbogiges Eingangstor, darüber Erkerfenster | D-2-78-113-8 Wikidata  | Schloss, Torbogen |
| Kirchweg 5 (Standort)                                          | Schloss                            | Vierflügelige Weiherhaus-Anlage, gegen 1600, barockisiert 1776 und 1780. Geräumiger Innenhof mit umlaufenden Arkadengängen | D-2-78-113-8 Wikidata  | Schloss           |
| Kirchweg 7 (Standort)                                          | Katholische Pfarrkirche St. Petrus | Tonnengewölbte Saalkirche mit Stichkappen und eingezogenem, polygonal geschlossenem Chor, vorgebauter Westturm mit achteckigem Obergeschoss und Zwiebeldach, Fassadengestaltung mit Ecklisenen, 1718; mit Ausstattung Grabstein für Joseph Ferdinand Maria Reichsgraf von Salern, bezeichnet mit „1811“, an der südlichen Chorseite | D-2-78-113-9 Wikidata  | weitere Bilder    |
| Kirchweg 8 (Standort)                                          | Pfarrhaus                          | Langgestreckter, zweigeschossiger Walmdachbau mit Lisenengliederung, Stichbogenfenstern und Würfelfries Hausfigur, Marienstatue in Rundbogennische, Stein, farbig gefasst Ökonomiegebäude, hufeisenförmig angelegte, massive Satteldachbauten mit teils verbretterten Giebeln Umgriff und Stützmauer; um 1870/80                    | D-2-78-113-10 Wikidata | Pfarrhaus         |
| Kirchweg 10 (Standort)                                         | Wegkreuz                           | Bezeichnung: „Denkmal gestiftet von der Magdalena Kiendl, Ausnahmbäuerin v. hier. Errichtet von Michael u. Theres Fischer im Jahre 1875“ | D-2-78-113-16 Wikidata | Wegkreuz          |

### Hermannsdorf
| Lage                                               | Objekt                             | Beschreibung | Akten-Nr.              | Bild                               |
| -------------------------------------------------- | ---------------------------------- | --- | ---------------------- | ---------------------------------- |
| Hermannsdorf 13 (Standort)                         | Wohnhaus                           | Zweigeschossiger Massivbau mit Walmdach, profiliertem Traufgesims und Stichbogenfenstern, Anfang 19. Jahrhundert    | D-2-78-113-13 Wikidata | BW                                 |
| Hermannsdorf 11 und 12; In Hermannsdorf (Standort) | Kapelle, sogenannte Buchnerkapelle | Rund geschlossener, kleiner Satteldachbau, Dachreiter mit Spitzhelm, einfache Putzgliederung, bezeichnet mit „1846“ | D-2-78-113-12 Wikidata | Kapelle, sogenannte Buchnerkapelle |

### Moosdorf
| Lage                  | Objekt  | Beschreibung | Akten-Nr.              | Bild |
| --------------------- | ------- | --- | ---------------------- | ---- |
| Moosdorf 4 (Standort) | Schloss | Ehemalige Zweiflügelanlage, giebelständiger, dreigeschossiger Satteldachbau, Fassadengestaltung mit Ecklisenen, profiliertem Traufgesims und Fensterfaschen, 1671, Ausbau im späten 18. Jahrhundert; mit Ausstattung | D-2-78-113-14 Wikidata | BW   |

### Niederharthausen
| Lage                           | Objekt                                | Beschreibung | Akten-Nr.              | Bild           |
| ------------------------------ | ------------------------------------- | --- | ---------------------- | -------------- |
| Niederharthausen 30 (Standort) | Katholische Filialkirche St. Johannes | Verputzter Massivbau mit Satteldach, Vorbau und eingezogenem, polygonalem Chor, im Norden angelagerter viergeschossiger Turm mit Pyramidendach, Chor frühgotisch, Langhaus 15. Jahrhundert, Turm wohl modern; mit Ausstattung Eisenkruzifix über Steinsockel, historistische Zierformen, zweite Hälfte 19. Jahrhundert | D-2-78-113-15 Wikidata | weitere Bilder |